# 26
Évszázadok: i. e. 1. század – 1. század – 2. század
Évtizedek: i. e. 20-as évek – i. e. 10-es évek – i. e. 1-es évek – 1-es évek – 10-es évek – 20-as évek – 30-as évek – 40-es évek – 50-es évek – 60-as évek – 70-es évek
Évek: 21 – 22 – 23 – 24 –  25 – 26 – 27 – 28 – 29 – 30 – 31

## Események

### Római Birodalom
- Cnaeus Cornelius Lentulus Gaetulicust (helyettese júliustól Quintus Junius Blaesus) és Caius Calvisius Sabinust (helyettese Lucius Antistius Vetus) választják consulnak.
- A politikától megcsömörlött Tiberius császár előbb Campaniába, majd Capri szigetére költözik és már nem tér vissza Rómába. A várost és a birodalmat gyakorlatilag bizalmasa, Lucius Aelius Seianus irányítja, aki rémuralmat kezd kiépíteni, koncepciós perek során elítélteti és kivégezteti ellenségeit, valamint a gazdag szenátorokat és lovagokat, hogy vagyonukra rátehesse a kezét.
- Seianus egyik első áldozata Claudia Pulchra, Agrippina (Augustus császár unokája és Seianus egyik fő ellenfele) közeli barátnője. Claudiát a császár elleni összeesküvéssel és boszorkánysággal vádolják, aztán száműzik, ahol hamarosan meghal.
- Pontius Pilatust Júdea praefectusává nevezik ki.

### Kína
- A vörös szemöldökűek katasztrofális uralma éhínséghez vezet a főváros, Csangan környékén. Miután az élelem elfogy, kifosztják és felgyújtják a várost és a vidéken fosztogatnak, ahol hadoszlopaikat a trónkövetelő Kuang Vu császár seregei feltartóztatják.

## Születések
- Silius Italicus, római költő

## Halálozások
- Claudia Pulchra, római patríciusasszony

## Fordítás
- Ez a szócikk részben vagy egészben  a(z)   26 című francia Wikipédia-szócikk ezen változatának fordításán alapul.  Az eredeti cikk szerkesztőit annak laptörténete sorolja fel. Ez a jelzés csupán a megfogalmazás eredetét és a szerzői jogokat jelzi, nem szolgál a cikkben szereplő információk forrásmegjelöléseként.